# Finlands lantbruksmuseum Sarka
Finlands lantbruksmuseum Sarka (finska: Suomen maatalousmuseo Sarka) är ett arbetslivsmuseum i Loimaa i Egentliga Finland.
Museet, som ligger i en levande landsbygdsmiljö 4 kilometer från Loimaas centrum, beskriver det finländska lantbrukets historia och utveckling under 3 000 år i tre basutställningar. Förutom basutställningarna visas flera tillfälliga utställningar och sommartid finns det djur och en lekplats på museets gård.
Museumsbyggnaden i rött tegel ritades av Sarlotta Narjus från SARC Architects med inspiration från den lokala byggnadstraditionen. Den är utformad som en trelängad gård  omgiven av åkrar. Byggnationen började år 2004 och museet öppnades för allmänheten den 1 juni 2005.
I mars 2019 öppnade en ny permanent utställning baserad på samlingar av redskap och nyttoföremål från det nedlagda lantbruksmuseet i Vik. Den omfattar mer än 600 föremål och visar hur arbetet bedrevs på gårdarna innan maskinerna tog över samt ger en inblick i dess  binäringar, jakt, fiske, skogsbruk och hemslöjd. I maskinutställningen finns traktorer och andra jordbruksmaskiner.
Två av museets basutställningar, "Jordbrukets tid – Berättelsen om jordbruket i Finland" och "Före maskiners tid", kan också besökas på internet.
Finlands lantbruksmuseum Sarka utsågs till Årets museum i Finland år 2021.